# Visitformat

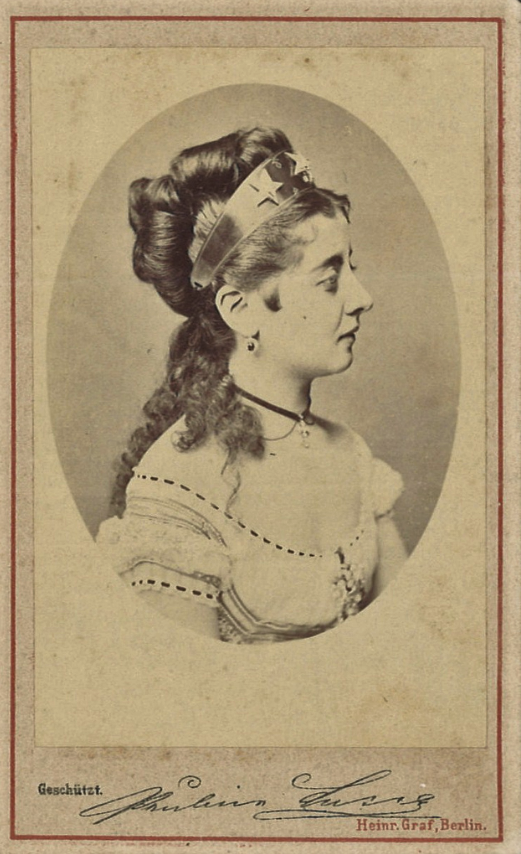
Avers einer CdV von Heinrich Graf. Brustbild nach rechts von Pauline Lucca, ovaler Ausschnitt, Berlin um 1870

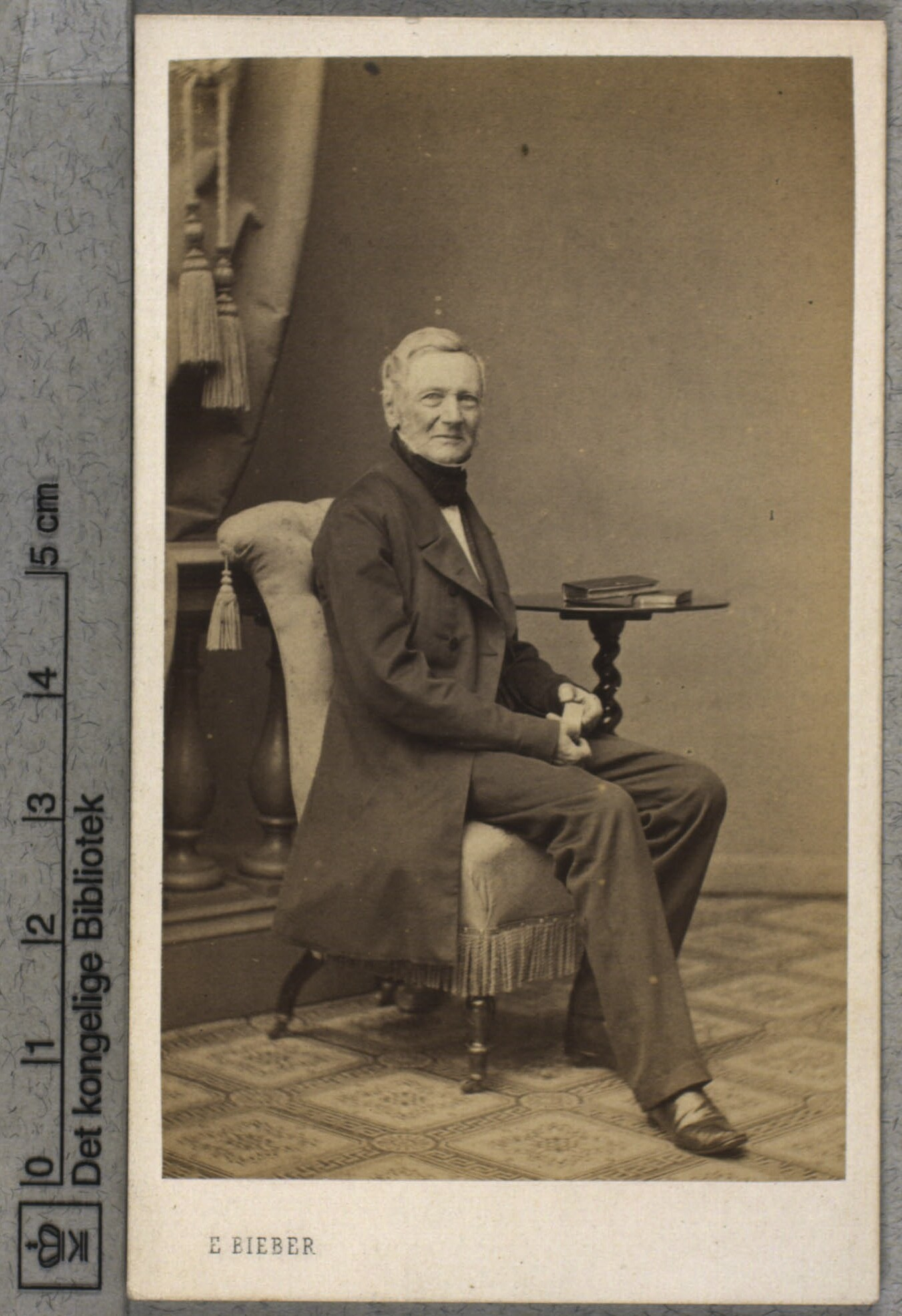
Avers einer CdV von E. Bieber. Ganzfiguriges Porträt von Anton Wilhelm Scheel, Hamburg etwa 1869,

Mit Carte de Visite (Abkürzung CdV) bezeichnet man eine Fotografie, die auf einem Karton im Format von ca. 6 × 9 cm fixiert wurde, hier als Visitformat bezeichnet. Ab etwa 1860 wurde die Carte de Visite sehr populär und trug wesentlich zur Verbreitung der Fotografie bei. Nach 1915 ist sie nur noch sehr vereinzelt zu finden. In der historischen Literatur findet man auch Begriffe wie Visitkarte und Visitkarton.

## Idee
Auf die Frage, wer als erster auf die Idee kam, Photographien im Format einer Visitenkarte herzustellen, sind unterschiedliche Antworten bekannt. Zunächst hielt man den französischen Fotografen André Adolphe-Eugène Disdéri für den alleinigen Erfinder der Carte de Visite. Die Fotografin Gisèle Freund veröffentlichte 1978:

„… Disdéri erfaßte alle Mängel und erkannte, daß man es im photographischen Gewerbe nur zu etwas bringen konnte, wenn es einem gelänge, den Auftraggeberkreis zu vergrößern und die Porträtaufträge zu steigern. Dies konnte man aber nur, wenn man sich auf die ökonomischen Verhältnisse der Massenschichten umstellte. Und so kam Disdéri auf einen genialen Einfall. Er verkleinerte das Format. Er erfand die Carte de Visite, deren Maß ungefähr unserem heutigen 6 × 9 cm Format entspricht.“

Die erste bekannte Erwähnung eines Porträts auf einer Visitenkarte findet sich in der französischen Zeitschrift La Lumiere vom 24. August 1851 (Die Zeitschrift war die allererste, die sich mit dem Thema Fotografie beschäftigte). Dort berichtete der Kunstkritiker Francis Wey, der Mitglied der Société héliographique war, von dem Daguerreotypisten und Fotografen Louis Dodero (1824–1902):

«Il nous raconte avec bonhomie que s’étant avise de mettre, au lieu de son nom, son portrait sur ses cartes de visite, ce caprice a été goute, a trouve des imitateurs, et, par la, popularise la découverte dans le pays.»

„In bester Laune erzählte er uns, dass er auf den Gedanken gekommen sei, anstelle seines Namens sein Porträt auf seiner Visitenkarte aufzubringen; diese launige Idee habe Anklang und Nachahmer gefunden und dadurch sei seine Erfindung im Lande populär geworden.“

Dodero war seiner Zeit voraus, als er nachfolgend im Text zitiert wurde: „Wenn es gelänge, dieses Verfahren eines Tages einfacher und günstiger zu gestalten, könnte man es auch für Pässe, Jagdausweise etc. nutzen ….“ Er war der Meinung, eine (Porträt-)Fotografie sei besser geeignet, jemanden z. B. am Bankschalter zu identifizieren, als durch eine Unterschrift und eine „banale“ Beschreibung des Aussehens. Er bildete in seinen Briefen neben seiner Unterschrift sein Porträt ab. Tatsächlich scheint sich niemand für diese Idee begeistert zu haben, denn sie fand keine Nachahmer und geriet daher in Vergessenheit.
In der Ausgabe vom 28. Oktober 1854 der La Lumiere schrieb der Redakteur Ernest Lacan:

« Une idée originale a fourni à M. E. Delessert: et a M. le comte Aguado l’occasion de faire de délicieux petits portraits. Jusqu’à présent, les cartes de visite ont porte le nom, l’adresse, et quelquefois les titres des personnes qu’elles représentent. Pourquoi ne remplacerait-on pas le nom par le portrait ? »

„Die Herren E. Delessert und Graf Aguado haben einen originellen Einfall gehabt, bei dem sie reizende kleine Porträts machen. Bis jetzt haben Visitenkarten den Namen, die Adresse und zuweilen den Titel der Person getragen, die sich vorstellte. Warum sollte man nicht den Namen durch das Porträt ersetzen?“

Die Ideen von Delessert und Aguado dienten weniger dem Nutzen als dem gesellschaftlichen Umgang. Sie stellten sich vor, jeder solle eine Reihe von unterschiedlichen Porträts bei sich tragen. Wenn man zu Besuch komme, dann solle das Porträt (auf der Visitenkarten) „in untadeligen Handschuhen zeigen, den Kopf wie zum Gruß leicht geneigt, den Hut ganz nach der Etikette auf dem rechten Oberschenkel abgelegt“ darstellen. Zum Abschied stellten sie sich ein Porträt vor, „das Sie in Reisekleidung zeigt, die Schirmmütze auf dem Kopf, den Körper in eine Decke gehüllt, die Beine in weiten Fellstiefeln, die Reisetasche in der Hand.“
Kaum vier Wochen nach dieser Veröffentlichung beantragte der geschäftstüchtige Eugène Disdéri am 27. November 1854 ein Patent auf die Carte de Visite. Dies Patent beinhaltete eine technische Realisierung mit einer speziellen Kamera. Der Erfolg begann viereinhalb Jahre später.
Ein weiteres Zitat zur Carte de Visite findet sich im englischsprachigen Lexikon Haydn’s Dictionary of Dates. Hier ist davon die Rede, dass die erste kleine Fotografie von „M[onsieur] Ferrier“. in Nizza 1857 gemacht worden sei. Der Herzog von Parma habe sein Porträt auf seine Visitenkarte geklebt.

## Herstellung
Die Herausforderungen, die Disdéri erkannte, waren die technische Umsetzung des kleinen Formates, die Steigerung der Produktivität und Verringerung der Kosten.
Die Fotografien waren auf Karton aufgezogene Papierkopien von Kollodium-Nassplatten-Negativen und seit 1864 um mit Uran-Kollodium überzogenem Papier. Dieses Wothlytypie-Verfahren ermöglichte es, direkte Abzüge zu erhalten und auf Papier zu ziehen.
Die Kollodium-Nassplatten oder Wothlytypiepapiere wurden mit Spezialkameras belichtet. Dabei wurden nicht kleine Negative vergrößert, die Problematik bestand vielmehr darin, überhaupt ein entsprechend kleines Aufnahmeformat zu erreichen; um 1850 lagen die Plattengrößen zwischen 6 ½ × 8 ½ Zoll = 16,5 × 21,6 cm = Ganzplatte und 2 × 2 ½ Zoll = 5,1 × 6,4 cm = Neuntelplatte.

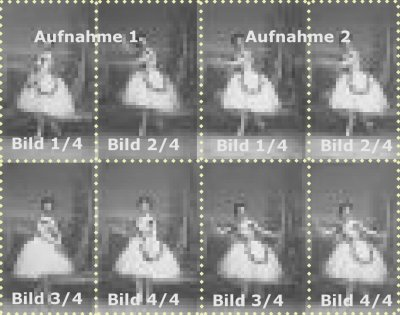
Aufteilung einer Kollodium-Nassplatte für Visitenkartenporträts um 1860

Eugène Disdéris Spezialkamera verfügte daher über vier Objektive und eine verschiebbare Plattenkassette. Mit Hilfe der Mehrfachoptik konnten auf jeder Hälfte der Glasplatte jeweils vier Belichtungen aufgenommen werden; dann wurde die Platte mit Hilfe der Kassette verschoben, und die nächsten vier Belichtungen konnten auf der zweiten Hälfte festgehalten werden.

### Format
Anschließend wurden auf Albuminpapier Abzüge im Negativformat von etwa 8 × 10 Zoll = 20,3 × 24,5 cm angefertigt, die in 8 Carte de Visite-Formate (6 × 9 cm) zerschnitten wurden. Der Schneidevorgang konnte bei den Wothlytypien direkt erfolgen. Die Fotografie hatte gewöhnlich eine Breite von 54 mm (54 bis 60 mm) und eine Höhe von 92 mm (85 bis 97 mm) und wurde auf einem Karton mit Abmessungen von einer Breite von ca. 65 mm (60 bis 67 mm) und einer Höhe von 105 mm (101 bis 107 mm) montiert.

### Karton
Der Untersatzkarton für die Abzüge wurden von spezialisierten Herstellern angeboten. Zu Beginn war der Karton minderwertig, ca. 0,4 mm stark und von Hand beschnitten. Die Stärke des Kartons nahm im Lauf der Zeit zu, ca. 0,1 mm pro Jahrzehnt. Dies galt in der Regel für CdV-Formate, bei größeren, die später aufkamen, und damit auch kostspieligeren Formaten war von Beginn an die Stärke ca. 1 mm. Diese Stärke ließ es zu, schräge und farbige Schnittkanten herzustellen.

### Rückseiten
Die Rückseiten wurden im Laufe der Zeit aufwendiger gestaltet.

## Popularität
Im Mai 1859 ließ sich Kaiser Napoleon III. mit der Kaiserin Eugéne zweimal von Eugène Disdéri photographieren. Anschließend verteilte er Abzüge im Format Carte de Visite an Hof- und Staatsbeamte. Diese Porträts verhalfen dem Format zur Popularität. 1860 schrieb Ernest Lacan: „Man kann sich keinen Begriff davon machen, wie das hiesige Publicum für die Visitenkarten eingenommenn ist. Jeder will sein Portrait in diesem Format besitzen und an seine Freunde vertheilen. Sodann werden die Portraits der politischen, künstlerischen und literarischen Notabilitäten, der Berühmtheiten der Geistlichkeit, der Magistratur, der Armee, des Theaters und selbst der Demi-monde in Tausenden von Exemplaren abgezogen und im Handel verbreitet.“ Durch das kleine Format und die rationelle Herstellung mehrerer Abzüge konnten die Kosten deutlich reduziert werden. Um 1880 entsprach der Preis von 2,50 Mark für sechs Abzüge dem Tageslohn eines Arbeiters. Im Jahr 1862 verlobten sich Prinzessin Alexandra von Dänemark und der britische Thronfolger Kronprinz Albert Edward. Aus diesem Anlass wurden 150.000 Stück Carte de Visite von Kopenhagen nach England verkauft. In der Folgezeit wurde die (Porträt-)Fotografie sehr populär; allein in England wurden im Zeitraum von 1861 bis 1867 zwischen 300 und 400 Millionen Cartes de Visite jährlich hergestellt.
Ab 1866 wurde auch die größere Kabinettkarte (auch Cabinet) angeboten.

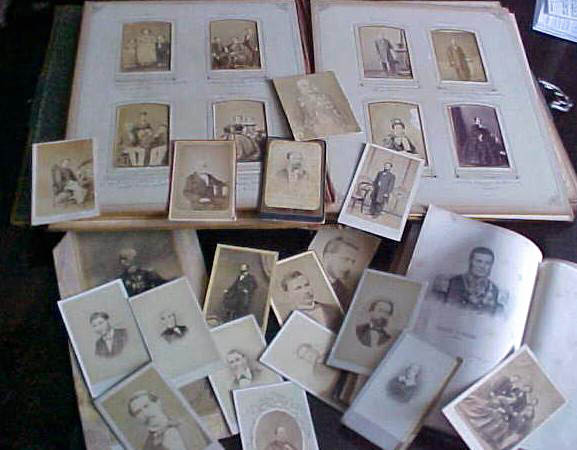
Fotoalbum für CdV-Format

Die große Popularität der Visit- und Kabinettkarten führte auch zur Entwicklung passenden Zubehörs: Bilderrahmen zum Aufstellen oder -hängen, Fotoalben mit entsprechenden Passepartouts, in denen die Bilder eingeschoben werden konnten, wurden in großer Zahl produziert und angeboten.